# Итальянская школа фехтования
Италья́нская шко́ла фехтова́ния — стиль владения холодным оружием (преимущественно шпагой). Термин употребляют для техники фехтования, созданной в Италии и просуществовавшей с начала XV до конца XIX веков.
Несмотря на то, что оружие и причины для его использования меняли на протяжении этих 5 столетий, фундаментальные основы итальянского стиля всё-таки остались неизменными. Базовые принципы строили на защитных элементах, чувстве темпа и умении быстрого перехода из оборонных действий в атакующие. Считают, что именно итальянцы создали приоритет «убивать уколом острия, а не ударом лезвия».
В XVI веке данное направление наследовала другая школа фехтования — болонская (известна также как «школа Дарди́»). Благодаря слиянию итальянской школы фехтования и нескольких других стилей, появилось современное фехтование.

## История
Наиболее ранний из известных трактатов по фехтованию, который частично описывал искусство боя и без оружия, известен как «Цветок Битвы» (итал. «Flos Duellatorum»). Этот итальянский манускрипт, написанный Фиоре де Либери в 1409 году, имеет разделы по рукопашным приёмам, использование кинжала, короткого меча, длинного меча, алебарды и копья.
Ещё один важный трактат, написанный Филиппо Вади между 1482 и 1487 годами, называемый «De Arte Gladiatoria Dimicandi». Несмотря на разные стили применения оружия в этих двух книгах, работа Вади была основана на трактате Либери.
Существует версия, что стиль фехтования Вади является переходным между техникой Либери и мастеров болонской школы.
В XVI веке начали издавать множество работ, посвящённых, как правило, режущим и колющим ударам шпагой. Однако частично в этих сборниках упоминали инструкции и по использованию других видов оружия. Общий обзор итальянских пособий по фехтованию XVI века включает следующий список комбинаций оружия: только шпага (либо меч), шпага и кинжал, шпага и разные виды щитов, шпага и плащ, шпага и латная рукавица, 2 шпаги, двуручный меч, только кинжал, кинжал и плащ, алебарда, спетум, глефа, протазан, протазан и щит, копьё, пика, рукопашные приёмы против противника с кинжалом.
В XVII веке, когда шпага окончательно вытеснила меч, появились новые руководства по использованию холодного оружия. Однако, несмотря на обилие комбинаций в прошлом веке, трактаты XVII века ограничивали описанием фехтования только шпагой (либо шпагой и кинжалом, плащом или щитом). С XVII до начала XIX веков итальянская школа фехтования почти не имела изменений.
В 1883 году министерством обороны Италии официально был принят трактат Масаниелло Паризе. Именно с этого периода начинается превращение итальянской школы фехтования в современный спорт. Стиль Паризе дошёл до наших дней практически без изменений, хотя в него и были добавлены некоторые приёмы.
Современное историческое фехтование в странах Европы и США имеет большое количество последователей, изучающих итальянскую школу фехтования и использующих трактаты XV—XIX веков.

## Трактаты
Некоторые известные трактаты по фехтованию итальянских мастеров:
Средневековый / ранний ренессанс
- Фиоре де Либери[англ.] («Цветок Битвы»[англ.], 1409)
- Филиппо Вади («De Arte Gladiatoria Dimicandi», 1482—1487)
- Пьетро Монте («Exercitiorum Atque Artis Militaris Collectanea in Tris Libros Distincta», 1509)

Ренессанс / барокко
- Антонио Манциолино («Dardi school», 1531)
- Антонио Манчиолино, школа Дарди, Opera Nova per Imparare a Combattere, & Schermire d'ogni sorte Armi - 1531
- Ахилле Мароццо, школа Дарди, Opera Nova Chiamata Duello, O Vero Fiore dell'Armi de Singulari Abattimenti Offensivi, & Diffensivi - 1536
- Anonimo Bolognese, школа Дарди, L'Arte della Spada (рукописи M-345 / M-346) - (ранний или средний 16-й век Презентация класса 2006 годаАрхивировано 28 сентября 2011 года.)
- Франческо Алтони, Мономахия: Monomachia: Trattato dell'Arte di Scherma - 1550
- Камилло Агриппа, Trattato di Scientia d'Arme con un Dialogo di Filosofia - 1553
- Джакомо ди Грасси, Ragion di Adoprar Sicuramente l'Arme si da Offesa, come da Difesa - 1570
- Джованни дал Агоччи, школа Дарди, Dell'Arte di Scrimia - 1572
- Анджело Виггиани дал Монтоне, школа Дарди, Trattato dello Schermo - 1575
- Джован Антонио Ловино, Prattica e theorica del bene utilerare tutte le sorti di arme - 1580
- Винценто Савиоло, His Practise - 1595
- Марко Докчолини, Trattato in Materia di Scherma - 1601
- Сальватор Фабрис, De lo Schermo ovvero Scienza d'Armi - 1606
- Николетто Гиганти, Scola overo Teatro - 1606
- Ридольфо Капоферро, Gran Simulacro dell'Arte e dell'Uso della Scherma - 1610
- Франческо Альфьери, La Scherma di Francesco Alfieri - 1640
- Джузеппе Морсикато Паллавичини, La Scherma Illustrata - 1670
- Джузеппе Морсикато Паллавичини, La seconda parte della Scherma Illustrata - 1673
- Франческо Антонио Марчелли, Regole della Scherma - 1686
- Бонди ди Мазо, La Spada Maestra - 1696

Классические
- Джузеппе Росаролл - Скорца и Пьетро Грисетти, «La Scienza della Scherma» - 1803 - 1871., 3-е изд.
- Джузеппе Радаэлли, La Scherma di Sciabola e di Spada - 1876
- Масаниэлло Паризи, Trattato della Scherma di Spada e Sciabola - 1883 г. 1-е изд. - 1904., 5-е изд.
- Масиелло, Фердинандо, Trato teorico-pratico della scherma di spada e sciabola - 1884
- Масиелло, Фердинандо и Чюллини Бродвей - 1889
- Масиелло, Фердинандо, La Scherma di Fioretto. 2-е изд. - 1902
- Масиелло, Фердинандо, Фехтование Скьяролы. 3-е изд. - 1902
- Пекораро, Сальваторе Пессина, Карло. La Sciabola - 1910
- Уильям М. Гоглер «The Science of Fencing. Revised ed.» - 2004 ISBN 1-884528-05-8